# Azima

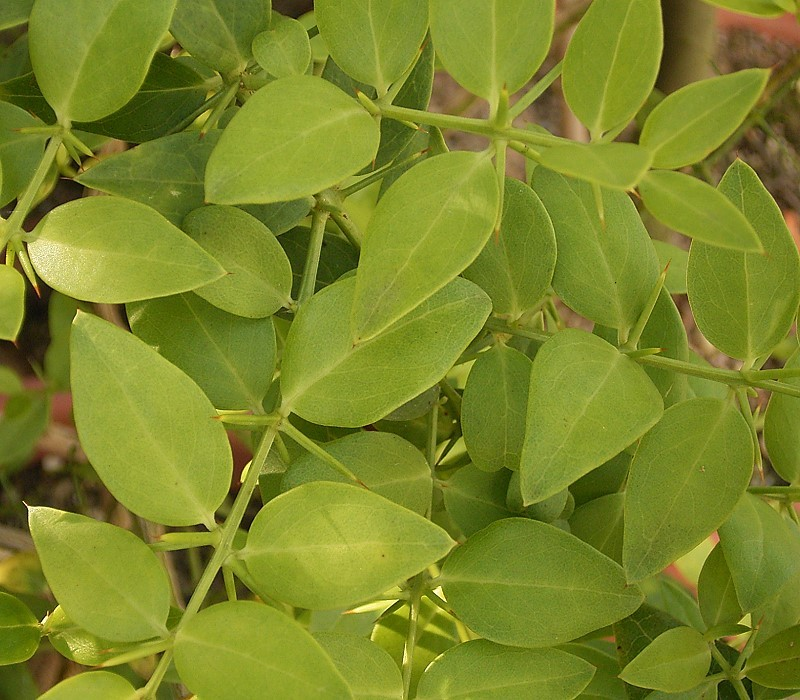
Azima tetracantha

Azima – rodzaj z rodziny Salvadoraceae. Obejmuje trzy gatunki. Rośliny te występują na Madagaskarze i w południowej Afryce sięgając na północ po Zair, Ugandę, Kenię i Somalię, w południowej i południowo-wschodniej Azji – w Omanie, Indiach, od Półwyspu Indochińskiego, Hajnanu, Filipin po Nową Gwineę. Zasiedlają suche siedliska. Ich pędy potarte lub złamane wydzielają nieprzyjemny zapach. Owoce Azima tetracantha są jadalne.

## Morfologia
PokrójKrzewy o pędach nagich, prosto wznoszących się lub wspinających, uzbrojonych w pojedyncze lub podwójne ciernie wyrastające w węzłach.
LiścieNaprzeciwległe, pojedyncze, z drobnymi przylistkami. Blaszka liściowa skórzasta, całobrzega.
KwiatyRozdzielnopłciowe (rośliny dwupienne) lub częściowo obupłciowe, drobne, promieniste, krótkoszypułkowe lub siedzące. Zebrane są w złożone grona, czasem dodatkowo wyrastające w pęczkach. Kielich dzwonkowaty, 4-dzielny, ale w kwiatach żeńskich nieregularnie podzielony na 2–4 działki. Płatki korony 4, wolne, podługowate do lancetowatych. W kwiatach męskich pręciki cztery, dłuższe od płatków, z wolnymi nitkami, i szczątkowy słupek. W kwiatach żeńskich pręciki zredukowane do płonnych prątniczków, krótszych od płatków. Zalążnia górna, kulistawa, 2-komorowa, zwieńczona bardzo krótkim słupkiem i rozwidlonym znamieniem.
OwoceKuliste i jajowate jagody z błoniastym lub papierzastym endokarpem. Dojrzewając stają się białe i w efekcie przypominają nieco owoce jemioły. Nasiona jedno lub dwa, z grubą, skórzastą łupiną.

## Systematyka
Jeden z rodzajów rodziny Salvadoraceae.
Wykaz gatunków
- Azima angustifolia A.DC.
- Azima sarmentosa (Blume) Benth. & Hook.f.
- Azima tetracantha Lam.